# Straußenfarn
Der Straußenfarn, (Matteuccia struthiopteris), auch Straußfarn oder Trichterfarn genannt, ist eine Pflanzenart aus der Gattung Matteuccia innerhalb der Familie der Onocleaceae. Der Straußenfarn besitzt ein zirkumpolares Verbreitungsgebiet und ist die einzige Straußenfarn-Art, die auch in Europa vorkommt.

## Beschreibung

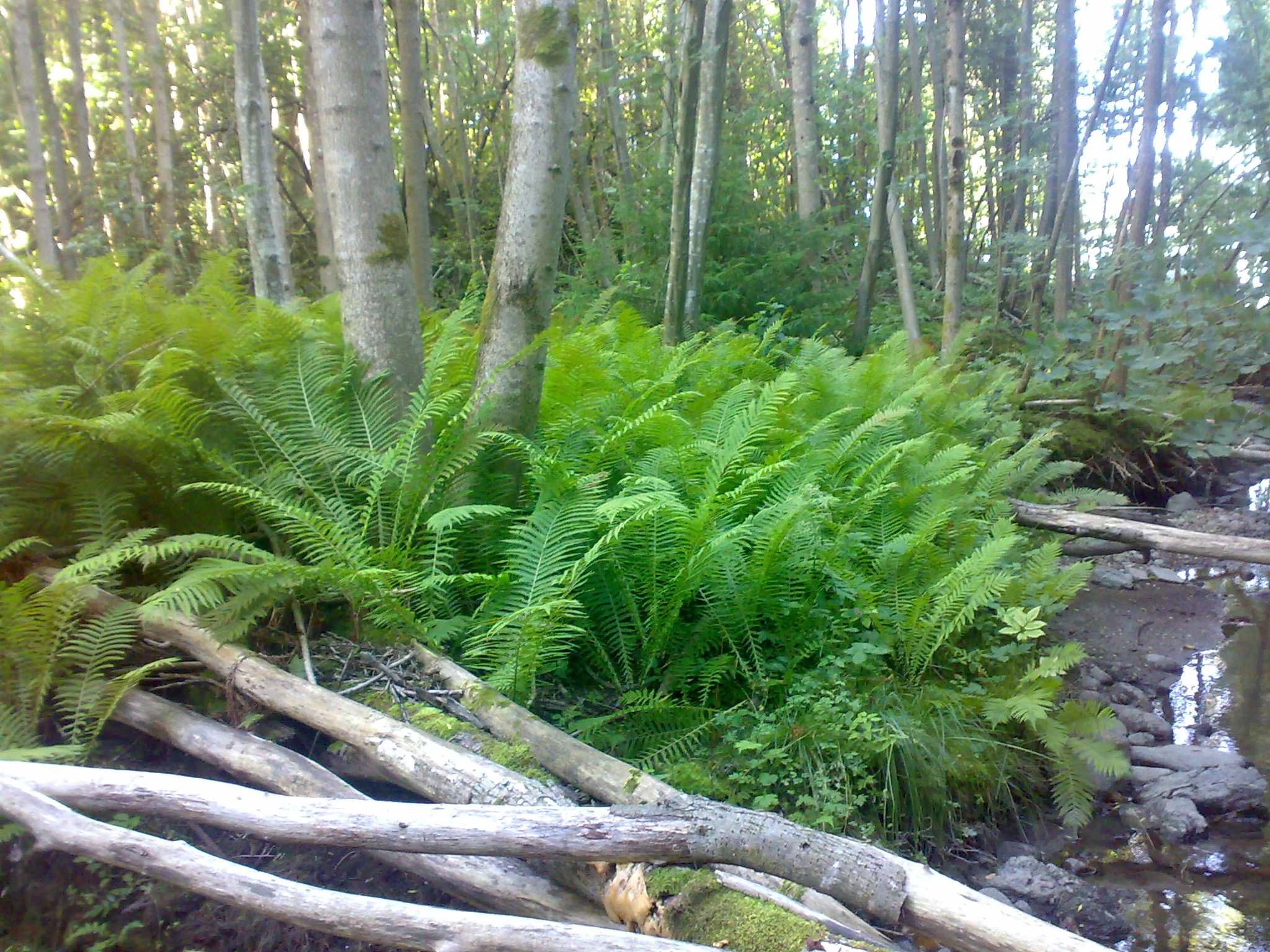
Europäischer Straußenfarn in seiner natürlichen Umgebung

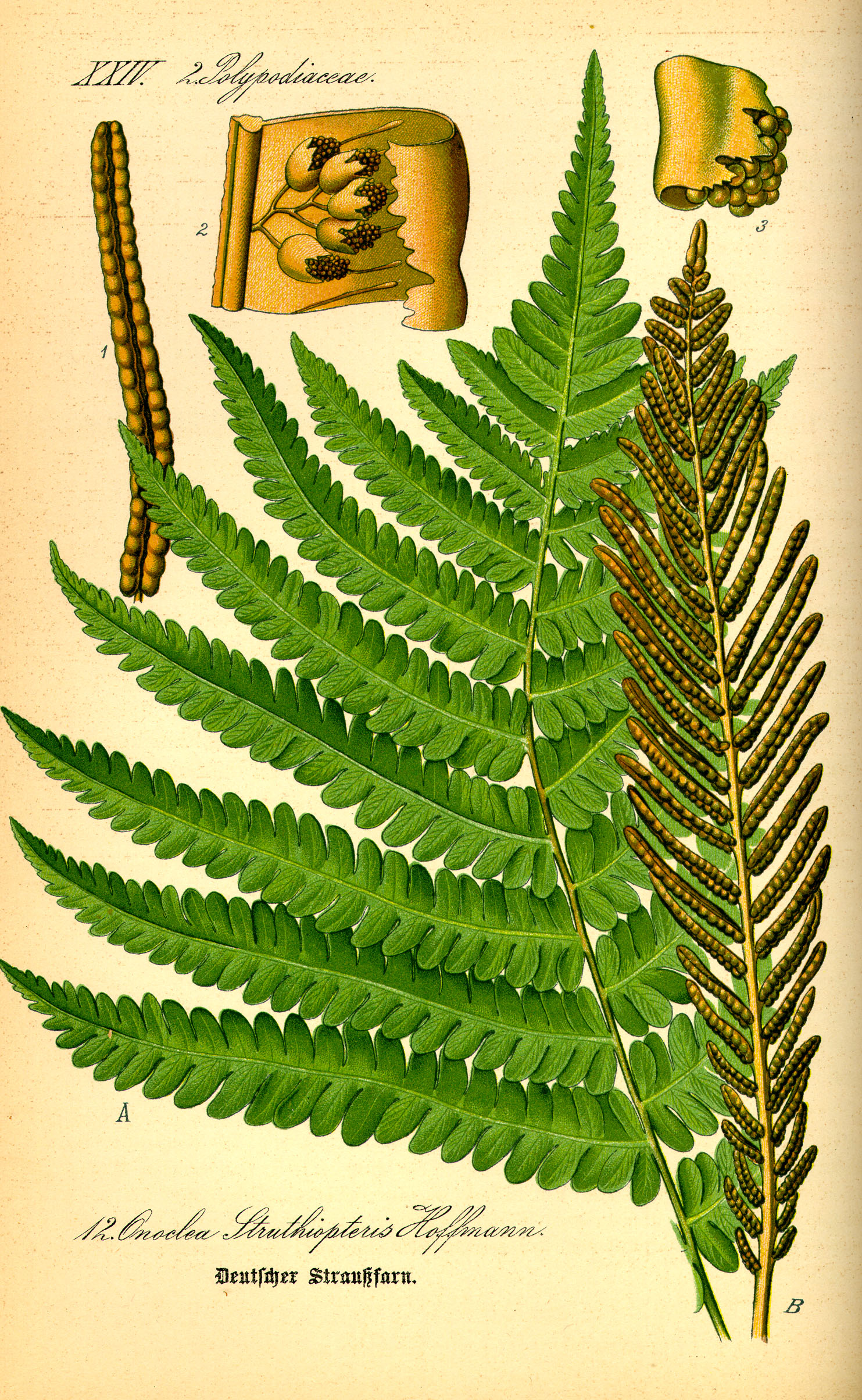
Illustration aus Flora von Deutschland, Österreich und der Schweiz, 1885

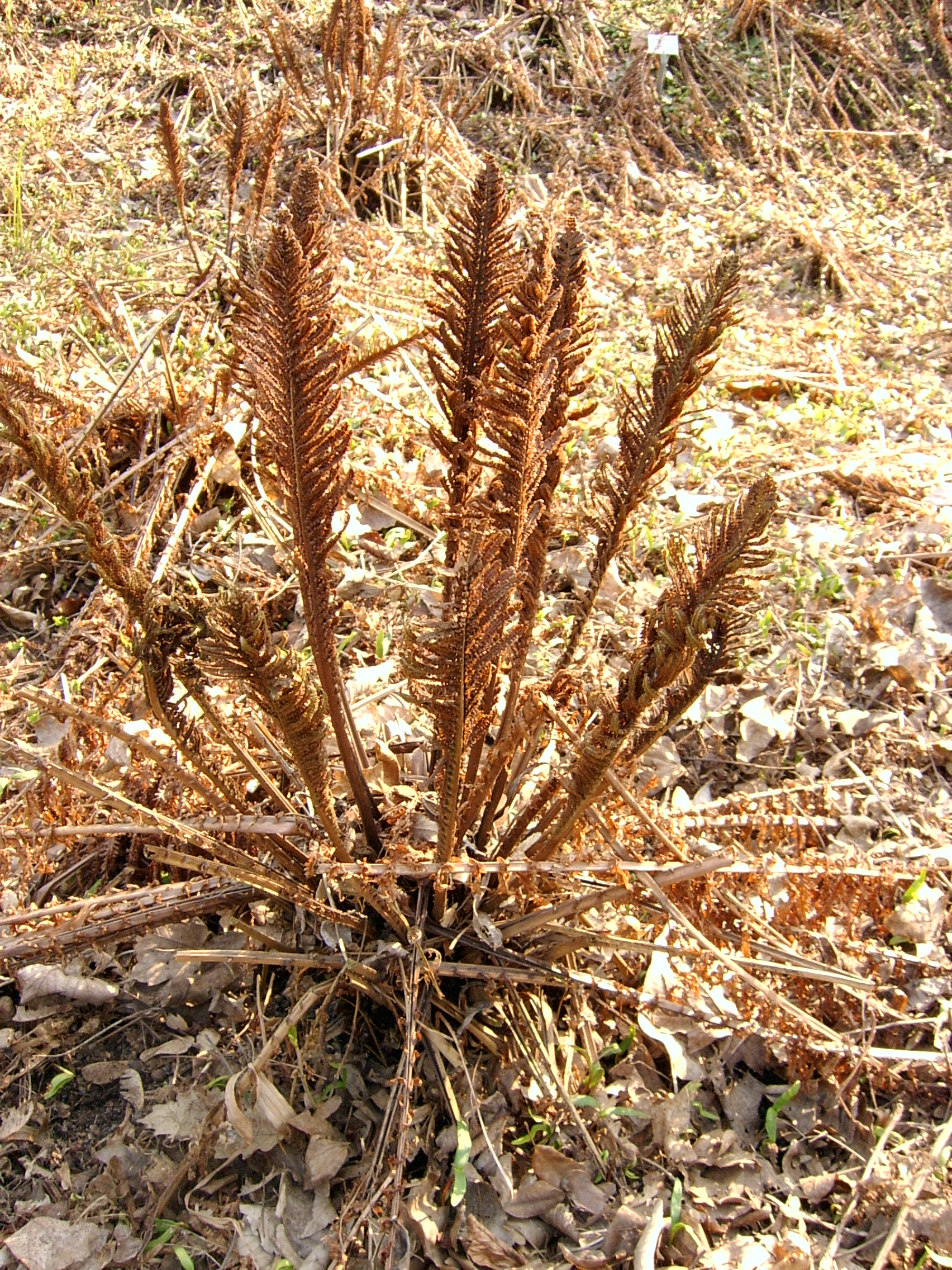
Straußenfarn mit abgestorbenen Trophophyllen

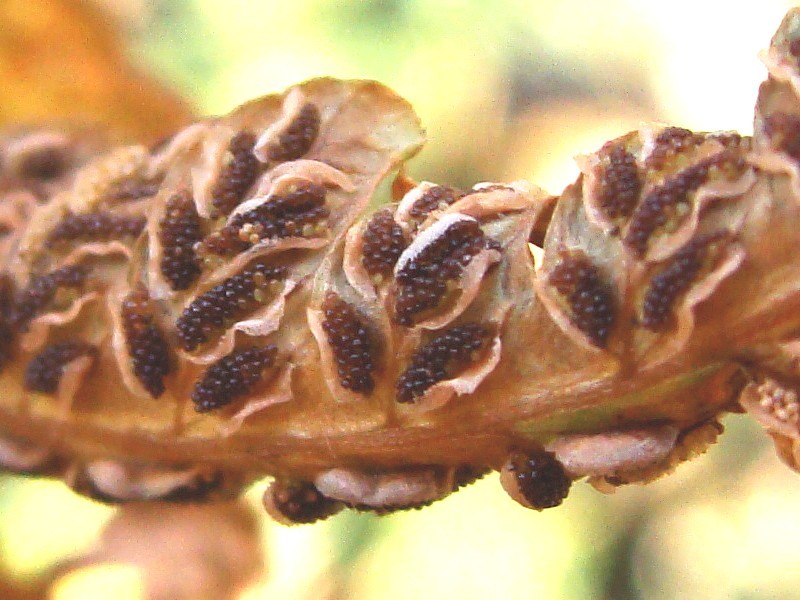
Sporangien

Der Straußenfarn ist eine ausdauernde krautige Pflanze und erreicht Wuchshöhen von 50 bis 150 Zentimetern. Das kräftige, aufrechte Rhizom später tritt bis 20 Zentimeter über den Boden hervor. Das Rhizom treibt bis 60 Zentimeter lange und bis 8 Millimeter dicke, kriechende, mit Niederblättern besetzte Ausläufer;  sie treten am Ende über den Boden und bilden einen neuen Blatt-Trichter. Die doppelt gefiederten Blätter bilden eine aufrechte und auffallend trichterförmige Rosette.
Die sterilen Blätter (Trophophylle) sind hellgrün und breit-lanzettlich im Umriss. Sie sind bis 170 Zentimeter lang und bis 35 Zentimeter breit und sehr kurz gestielt. Der Blattstiel ist 2 bis 12 Zentimeter lang und etwa 5 Millimeter dick und am schwarzbraunen Grund spreuschuppig. Die Blattspreite ist sehr stark nach dem Grund hin verschmälert und kurz und plötzlich zugespitzt. Sie hat auf jeder Seite 30 bis 70 Fiedern. Die Hauptfiedern sind fiederspaltig bis fiederschnittig. Der jeweils innerste Abschnitt besonders der untersten Fiedern ist sichelförmig über die Blattspindel gebogen.
Die Sporophylle sind von den sterilen Blättern deutlich unterschieden und sind bei der Sporenreife dunkelbraun und straußenfedernähnlich. Sie haben einen lineal-lanzettlichen Umriss, die Hauptfiedern sind fiederlappig, die einzelnen Abschnitte sind zusammengerollt. Die Sporophylle sind 50 bis 60 Zentimeter lang und 5 bis 6 Zentimeter breit; anfangs grünlich, zuletzt dunkel-braun und überwintern trocken. Die Sori stehen in zwei Reihen an reduzierten Wedeln.
Die Chromosomenzahl beträgt 2n = 78.

## Ökologie und Phänologie
Der Straußenfarn ist eine sommergrüne Rosettenpflanze, die bedingt durch ihr Rhizom in einer Reihe wächst. Es findet eine lebhafte vegetative Vermehrung durch bis 60 Zentimeter lange, unterirdische  Ausläufer statt. Im Gegensatz zu anderen Waldfarnen kriecht die Hauptachse aber nicht im Boden, sondern steht senkrecht und wächst von Jahr zu Jahr höher über die Erdoberfläche hinaus. Er ist also im Wuchs vergleichbar mit kleineren tropischen Baumfarnen.
Der Straußenfarn zeigt Heterophyllie d. h. die äußeren Blätter, die sogenannten Trophophylle, dienen der Photosynthese, inneren Blätter, Sporophylle genannt, dienen vor allem der Fortpflanzung. Die Sporophylle sind zuerst grün, und sie werden später braun. Die Sporen unterliegen als Körnchenflieger der Windausbreitung oder sie breiten sich in Flussnähe als Wasserschwemmlinge aus.
Sporenreife ist von Juli bis August.

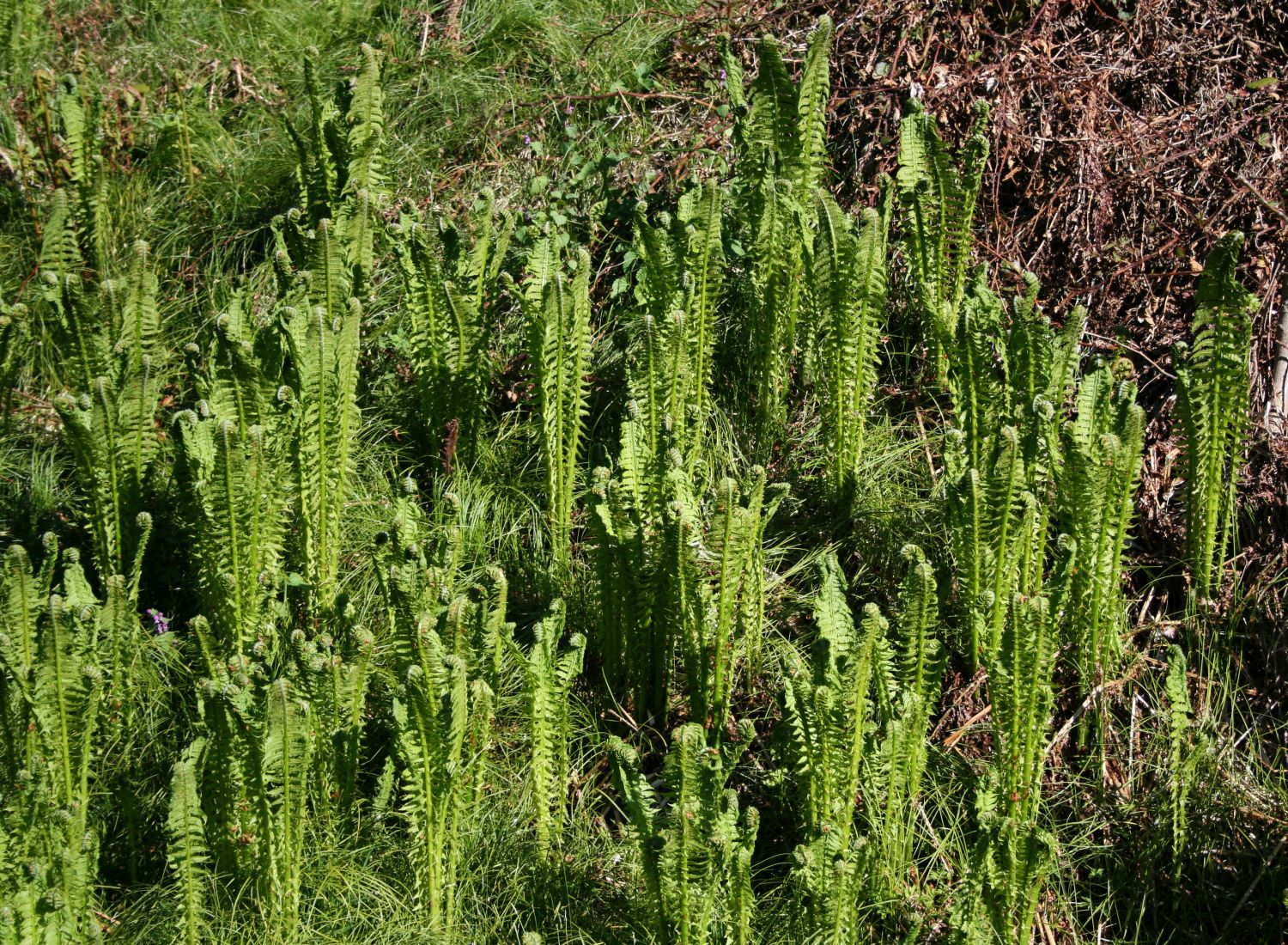
Straußenfarn im Austreiben

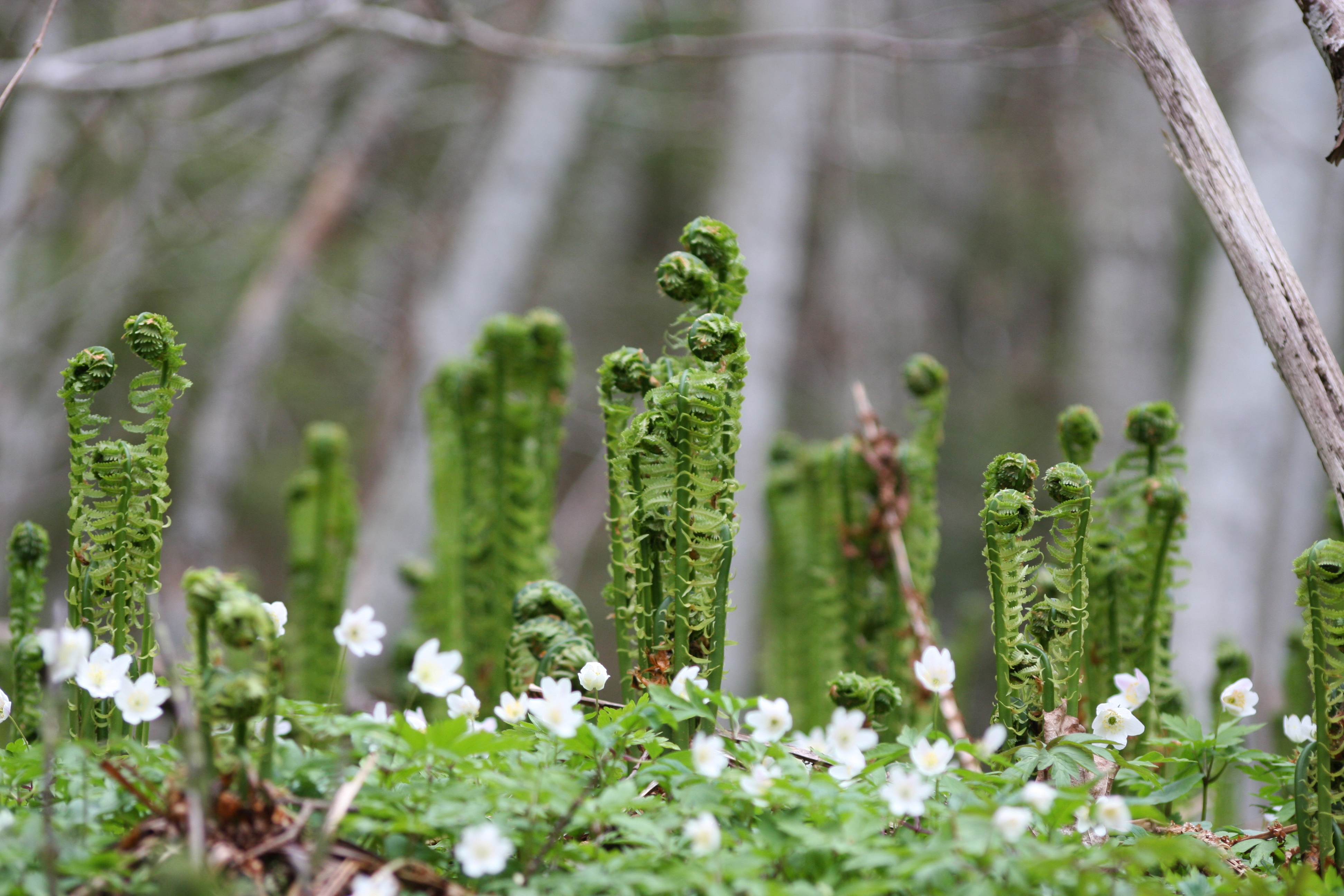
Wilder Straußenfarn in Norwegen im Austreiben. Im Vordergrund blühendes Buschwindröschen (Anemone nemorosa)

## Vorkommen und Gefährdung
Der Straußenfarn besitzt ein zirkumpolares Areal. Die Verbreitung wird als submeridional/ montan bis boreal mit subozeanischem Schwerpunkt beschrieben. Das Verbreitungsgebiet umfasst zahlreiche Länder Eurasiens, wobei Straußenfarn eine boreale bis kontinentale Art ist, die in Mitteleuropa die Westgrenze ihrer Verbreitung erreicht. Der Straußenfarn ist in Nord- und Mitteleuropa heimisch. 
Der Europäische Straußenfarn fühlt sich vor allem im Norden wohl: in Skandinavien, in Finnland, und bis ins nördliche Norwegen; in Mitteleuropa ist er vor allem östlich des Rheins zu finden; im Süden reicht sein Areal bis zu den Westalpen und bis in die Poebene, weiterhin kommt er in Rumänien und in der Ukraine vor. Er fehlt ursprünglich im westlichen Europa in Spanien, Portugal, Frankreich, Großbritannien, Irland, den Niederlanden und in Island.
In Deutschland ist er selten zu finden, in etlichen Bundesländern gilt der Straußenfarn als „gefährdet“. Deshalb zählt der Straußenfarn in Deutschland zu den besonders geschützten Arten. In Österreich kommt er zerstreut vor; er fehlt jedoch in Wien und Vorarlberg, desgleichen in Liechtenstein. In Deutschland findet er sich häufiger aus Gärten verwildert; autochthone Vorkommen des Straußenfarns sind mittlerweile sehr selten. Er wurde auch in die Vorwarnliste der Roten Liste Deutschlands aufgenommen.
In Tirol steigt er bis in Höhenlagen von 1500 Meter auf. Der Straußenfarn wächst in Herden an zum Teil nur schwach beschatteten, frischen bis feuchten, meist etwas durchsickerten, nur selten überschwemmten, kalkarmen bis schwach sauren, meist basen- und zum Teil auch nährstoffreichen, sandig-kiesigen bis sandig-lehmigen Böden. Er wächst in Auwäldern, Hochstaudenfluren und an Bachufern der (collin-)submontanen bis montanen(-subalpinen) Höhenstufe. Er ist pflanzensoziologisch eine Charakterart des Stellario-Alnetum, kommt aber auch in anderen Gesellschaften des Verbands Alno-Ulmion und im Tilio-Acerion vor. Der Amerikanische Straußenfarn (Matteuccia pensylvanica) ist dagegen in Nordamerika anzutreffen, während der Japanische Straußenfarn (Matteuccia orientalis) in Asien heimisch ist.
Die ökologischen Zeigerwerte nach Landolt et al. 2010 sind in der Schweiz: Feuchtezahl F = 3+w (feucht aber mäßig wechselnd), Lichtzahl L = 2 (schattig), Reaktionszahl R = 3 (schwach sauer bis neutral), Temperaturzahl T = 4 (kollin), Nährstoffzahl N = 4 (nährstoffreich), Kontinentalitätszahl K = 3 (subozeanisch bis subkontinental).

## Taxonomie
Die Erstveröffentlichung erfolgte 1753 unter dem Namen (Basionym) Osmunda struthiopteris durch Carl von Linné in Species Plantarum, Tomus II, Seite 1066. Das Artepitheton struthiopteris wurde von Linné nach den straußenfederartigen fertilen Wedeln gewählt (spätlateinisch struthio und griechisch strouthion = Strauß und griechisch pteris = Farn). Die Neukombination zu Matteuccia struthiopteris (L.) Todaro wurde 1866 durch Agostino Todaro in Giornale di Scienze Naturali ed Economiche di Palermo Band 1, S. 235, Todaro stellte sie in die neu geschaffene Gattung Matteuccia, die zu Ehren von Carlo Matteucci (1811–1868), einem italienischen Naturwissenschaftler, der 1862 Unterrichtsminister in Italien war, benannt wurde. Weitere Synonyme für Matteuccia struthiopteris (L.) Todaro sind: Onoclea struthiopteris (L.) Roth, Struthiopteris germanica Willd., Struthiopteris filicastrum All. Es werden 2024 keine Subtaxa akzeptiert.

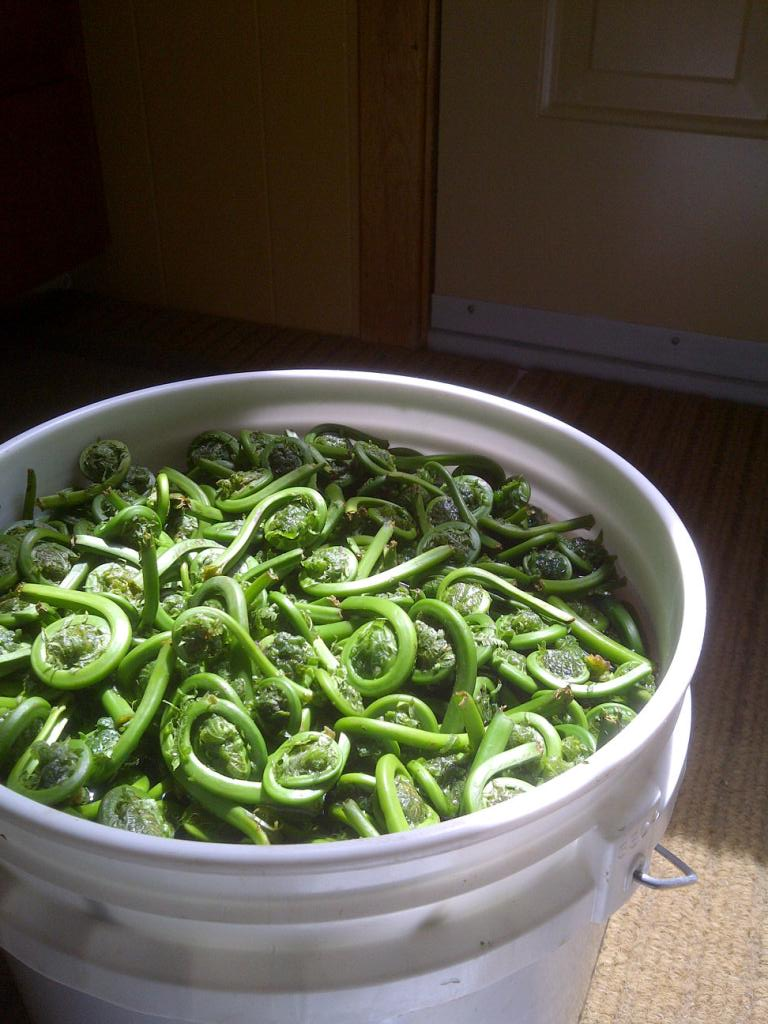
Frische Farnspitzen des Straußenfarns werden in Nordamerika als Fiddleheads verzehrt.

## Nutzung

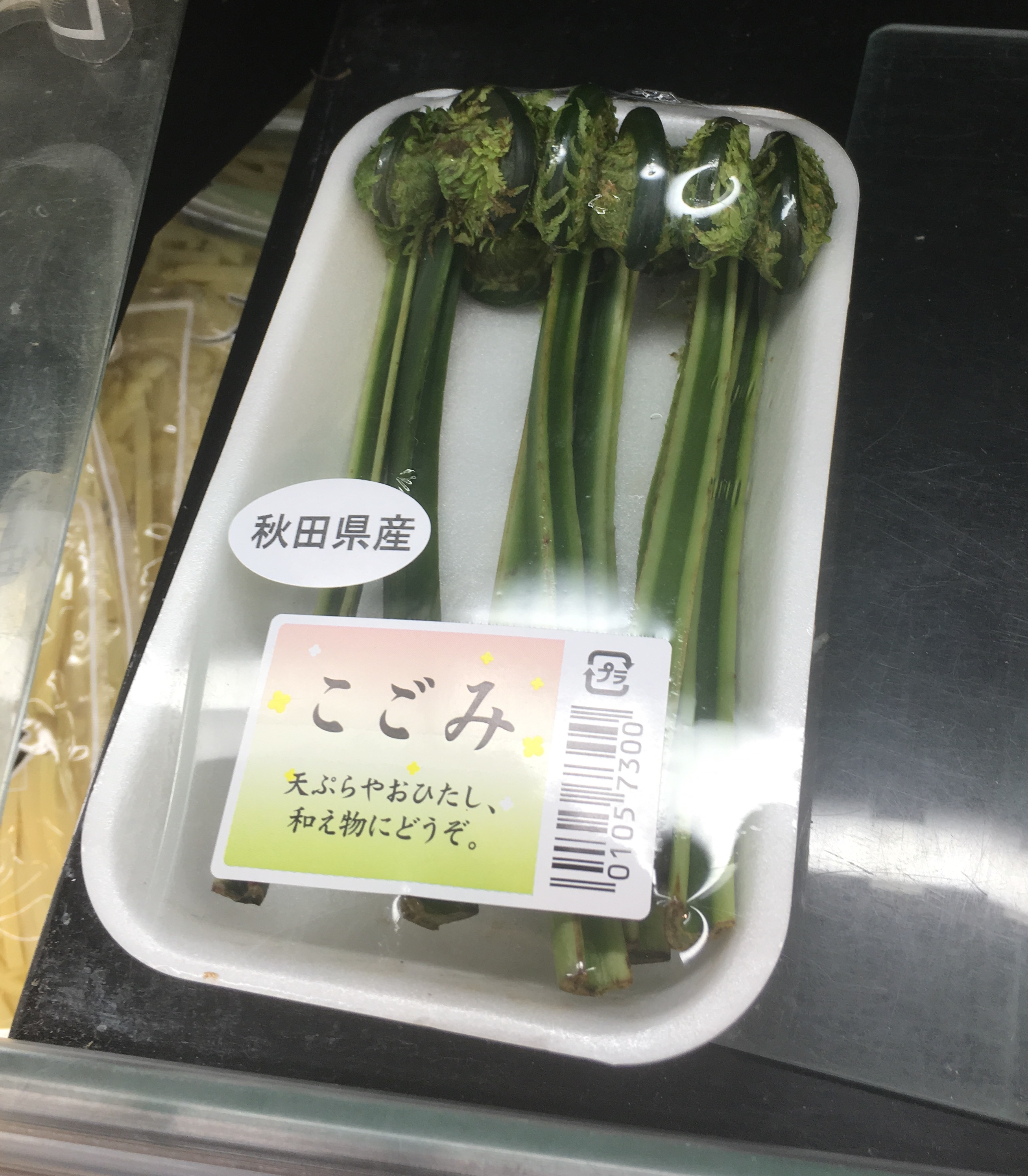
Fiddleheads in einem Supermarkt in Tokyo, 2020

In Europa wird Straußenfarn von Gärtnern gern als Zierpflanze genutzt, da er winterhart ist und auch mit schattigen Standorten kein Problem hat. Ein weiterer Grund für seine Beliebtheit ist seine hohe Resistenz gegen Schädlinge und Krankheiten. Im Frühjahr, vor dem Austreiben, lässt sich Straußenfarn durch Teilung des Rhizoms vermehren.
In Nordamerika werden frische Farnspitzen des Straußenfarns als Wildgemüse genutzt. Man nennt sie Fiddleheads oder, im französischen Teil Kanadas, Tête de violon und verwendet sie, ähnlich wie Spinat, als Beilage. In Großstädten sind Farnspitzen zum Teil im Fachhandel erhältlich. Werden Farnspitzen roh oder unzureichend gekocht genossen, so kann es zu Vergiftungen kommen.
In asiatischen Ländern wie China und Japan sind unterschiedliche Arten von Farnen bereits seit 3000 Jahren Teil des Speiseplans. Neben Straußenfarn, werden in der asiatischen Küche auch sämtliche Teile des Adlerfarns (einschließlich des Rhizoms) so zubereitet, dass sie bekömmlich sind.